# Peter Barrett Davis
Peter Barrett Davis (nacido en 1958) es un diseñador automotriz estadounidense conocido por su especialización en el diseño de interiores de automóviles, habiendo trabajado para compañías como General Motors y Fiat Auto.

## Carrera en General Motors
Después de finalizar su educación en 1981 en el ArtCenter College of Design en Pasadena, California, comenzó su carrera en la sucursal europea de General Motors: en Opel en Rüsselsheim, en el diseño de los interiores de los modelos Vectra A, el Omega A y el Corsa B. Desde 1985 hasta su partida a finales de 1989, fue subdirector de estudio de interiores en Opel.

## Carrera en Fiat Auto
De 1990 a 1999, Davis trabajó en Fiat Auto en Turín, donde diseñó los interiores del Punto (1993), Bravo/Brava, Barchetta, Seicento y el Multipla (1998). 
Además de estos proyectos, en 1993, Davis se convirtió en Director de Diseño del Centro Stile Fiat y Lancia. Para el Multipla, cuyo diseño supervisó en su totalidad, adoptó la filosofía MAYA de Raymond Loewy: «Lo más avanzado, pero aceptable», que influyó profundamente en su desarrollo. 

## Carrera posterior a GM
En julio de 1999, Davis regresó a General Motors en Detroit, donde asumió el cargo de director de diseño de estudio, encargado del diseño de interiores para modelos globales y, posteriormente, para vehículos de alto rendimiento y de prestigio. Colaboró en modelos de marcas como Cadillac, Pontiac, Chevrolet, Buick, Saturn, GMC y Suzuki. Después de la reorganización de General Motors bajo el Capítulo 11, Davis fue desvinculado, como parte de una reestructuración masiva. 
Después de esta etapa en General Motors, Davis continuó su camino profesional en el sector automotriz, trabajando para Tata Motors y Bordrin, donde aportó su experiencia en el diseño de interiores de vehículos, contribuyendo en proyectos clave que siguieron la tendencia de innovación que lo caracterizó. 

## Enfoque y especialización
A lo largo de su carrera, Davis se ha especializado en el diseño de interiores, área que considera más desafiante que el diseño exterior debido a la interacción más directa con los usuarios y sus necesidades diarias. Su enfoque está en crear experiencias intuitivas, cómodas y funcionales dentro del vehículo. Actualmente, imparte su experiencia como profesor en la Facultad de Estudios Creativos de Detroit.

## Galería
|                              |
| Salpicadero del Fiat Punto I |

|                                |
| Salpicadero del Fiat Barchetta |

|                              |
| Salpicadero del Opel Corsa B |

|                                                                             |
| Como director del "Fiat Centro Stile", Davis supervisó el proyecto Multipla |